# Holothuria zihuatanensis
Holothuria zihuatanensis is een zeekomkommer uit de familie Holothuriidae.
De wetenschappelijke naam van de soort werd in 1964 gepubliceerd door M.E. Caso.